# Violencia política en España (1931-1936)
La violencia política en España fue una constante durante el primer tercio del siglo XX. Desde la proclamación de la Segunda República española, el 14 de abril de 1931, hasta el fracaso del Intento de golpe militar e inicio de la Guerra civil española, el 18 de julio de 1936, se suceden una serie de actos de violencia política que marcarían este período histórico.  La violencia no estalló con caída de la Monarquía y la proclamación de la Segunda República española, días que constituyeron unas jornadas históricas de alegría exentas de violencia. No obstante, durante el mes de mayo de 1931 ya sí se produjeron ataques a las iglesias de muchos pueblos de España, con disturbios en los que perdieron la vida varias personas. 

## 1931
Sucesos del 10 de mayo
El 10 de mayo de 1931, con la inauguración del Círculo Monárquico Independiente, llevada a cabo en la calle de Alcalá de Madrid, coincidió un ataque premeditado de simpatizantes de extrema izquierda a la sede del diario ABC, donde en los choques con la Guardia Civil resultaron muertas dos personas, un niño de 13 años y el portero de una finca, primeras víctimas mortales tras la proclamación pacífica de la República en abril. Al día siguiente, las protestas, que habían concentrado a 5.000 personas en la Puerta del Sol coincidieron con la convocatoria de una huelga general por parte de la CNT y del PCE. La violencia anticlerical de las masas llevó a incendiar en la capital de España varias iglesias, colegios religiosos y conventos sin que el Gobierno se decidiera a usar la fuerza. Los destrozos se extendieron a otras ciudades en la jornada del 11 de mayo, como Málaga, donde ardió el palacio episcopal, Sevilla, Cádiz, Córdoba, Murcia o Valencia, provocando el pánico entre frailes y monjas. Para cuando se hubo controlado la situación, el día 15 de mayo, un centenar de edificios habían sido afectados por los incendios provocados. 
Sucesos de Montemolín
Los sucesos de Montemolín fueron una serie de enfrentamientos entre huelguistas y Guardia Civil ocurridos el 12 de junio de 1931. Se iniciaron con un numeroso grupo de vecinos de Montemolín amotinados para exigir al nuevo presidente de la Comisión Gestora del Ayuntamiento que entregara el bastón de mando a su antecesor. La huelga terminó en un auténtico motín de los habitantes de Montemolín, que dejaron un saldo de tres fallecidos y una docena de detenidos. 
Sucesos de Almedinilla
El domingo 28 de junio de 1931 tuvieron lugar en todo el territorio nacional las primeras elecciones democráticas durante la Segunda República española. Al día siguiente, lunes 29 de junio, la CNT había convocado una jornada de huelga general en la construcción y otras ramas de la industria. Según las noticias periodísticas que se hicieron públicas el día 30 de junio, se informa: 

En un pueblo de Granada se registran sucesos gravísimos.
Almedinilla, 30 (3,30 m.)- En el pueblo de Almedinilla se han desarrollado gravísimos sucesos. En una colisión entre monárquicos y socialistas, intervinieron los comunistas, cruzándose entre ellos numerosos disparos. La guardia civil del puesto, viéndose impotente, pidió refuerzos llegando a poco dos camiones cargados de fuerzas de dicho instituto. Se sabe que en las colisiones registradas han resultado cinco muertos y numerosos heridos. Los guardias no pudieron entrar en el pueblo, quedándose en las alturas que lo dominan. 

 La confusión periodística ubicaba la localidad en la provincia de Granada, cuando en realidad era de la de Córdoba.
Huelga en Sevilla
Conocida como Huelga de la Telefónica de 1931, los sucesos se prolongaron durante todo el mes, fundamentalmente en Sevilla y su provincia y en la provincia de Barcelona. Por ejemplo, el 22 de julio de 1931 el diario conservador El Defensor de Córdoba publicaba una nota sobre los sucesos ocurridos en la provincia de Sevilla con motivo de la huelga general convocada por el sindicato CNT. En la nota telegráfica se pueden leer al menos una docena de fallecidos en las jornadas de lucha sindical. En la jornada del día 20 murieron el guardia de seguridad Ricardo Hidalgo y el guardia municipal Miguel Escalera Chacón, ambos enterrados el día 21 en Sevilla. En los sucesos del día 21 murieron José Cárcamo y Antonio Rangel por disparos de la fuerza pública. En el tiroteo fueron alcanzadas de gravedad Rosario Fuente, criada, fallecida; Dolores Gallardo, en estado grave, y María Josefa Jiménez, de 17 años e hija del alcalde Emilio Jiménez, fallecida. En Utrera falleció Francisco Borrallo, de 26 años. En Coria del Río resultó herido grave Julio Duarte. En Dos Hermanas murió Juan Rodríguez Maciá. Por último, en Sevilla resultaron alcanzados Antonio Peñuela, herido grave; Fernando Lara, gravísimo, y muerto el chófer del servicio de Riotinto.  La huelga se saldó con al menos 30 muertos y decenas de heridos.
Sucesos de Gilena
Los sucesos de Gilena fueron una serie de manifestaciones ocurridas el 9 de octubre de 1931, durante la Segunda República española. Se iniciaron con una huelga de un grupo de trabajadores y que terminaron en peleas severas entre los habitantes de Gilena, que dejaron un saldo de seis fallecidos y sesenta y nueve detenidos. 

## 1932
Villa de Don Fadrique
En julio de 1932, en los llamados sucesos de La Villa de Don Fadrique, se produjo una huelga durante la siega que derivó en enfrentamientos y tiroteos entre campesinos de la localidad y la Guardia Civil. El balance final fue la muerte de un guardia civil y cinco compañeros suyos heridos, un propietario muerto, dos campesinos muertos y otros veintiuno heridos, y más de sesenta detenidos.
Sanjurjada
Aparentemente intento de golpe de Estado sin víctimas, el día 11 de agosto murió un Guardia Civil, Eugenio Sánchez Ponce, en Sevilla, localidad central del movimiento, a causa de las descargas que recibió de unos alborotadores que dirimían sus diferencias a tiros. El guardia merendaba en un bar próximo a la estación cuando oyó los disparos. Al salir a la calle con su arma reglamentaria en mano, recibió la agresión que le causó la muerte. 

## 1933
Huelgas revolucionarias
El sindicato anarquista Confederación Nacional del Trabajo convocó varias huelgas generales revolucionarias y multitud de huelgas generales de ámbito local. Las repercusiones de dichas huelgas fueron diferentes, pero la violencia generada y las víctimas provocadas fueron decenas entre obreros y guardias civiles o guardias de asalto. 
Por ejemplo, tras las elecciones que dieron el gobierno a las derechas en noviembre de 1933, la CNT no se lo piensa dos veces y convoca una huelga general revolucionaria que arranca el sábado 8 de diciembre y se extiende sobre todo por Aragón, Cataluña, León y Andalucía. En Bujalance, la situación era tensa ya en ese momento por la muerte reciente de un patrón tiroteado en un camino. El día 10 de diciembre se declara en el pueblo la huelga general y vecinos armados recorren las calles anunciando la proclamación del comunismo libertario. Los disparos entre huelguistas y guardias civiles, a los que se irán sumando refuerzos, comienzan al anochecer y van a seguir hasta el día 13 por la tarde, cuando dan paso a las detenciones, que llegarán a ser más de trescientas cuarenta. Hubo al menos siete muertos.  El 17 de enero de 1934, el ministro de la Gobernación del primer gobierno Lerroux, Manuel Rico-Avello, leyó ante las Cortes la estadística de muertos y heridos recogida de los gobernadores civiles. En total, fallecieron 89 personas y quedaron heridas de consideración otras 164. De todos estos, 14 muertos pertenecían a los cuerpos de seguridad (11 guardias civiles y 3 de asalto) y 75 fueron los civiles muertos. 

## 1934
Ataques falangistas
El 12 de mayo de 1934, varios individuos penetraron en el Centro socialista de Cuatro Caminos, en la calle Goiri de Madrid, y descargaron 8 o 10 disparos contra los presentes. El domingo 13 murió el obrero metalúrgico Ildefonso Canales Nieto, de 45 años. 
El 29 de mayo de 1934 un grupo de 40 falangistas irrumpió pistola en mano en un local del sindicato de albañiles de CNT en la localidad de Jerez de la Frontera. Los cinco sindicalistas que se encontraban en el local escaparon, pero recibieron varios disparos por la espalda. Hubo varias detenciones, entre ellas las de Federico González Apulaz, José Natera López y José Orellana Díaz. También fue detenido el tradicionalista Manuel Núñez Villavicencio. Entre los sindicalistas, la policía detuvo a Pedro González Gómez, Manuel Pérez Bellido, Enrique Rodríguez Salcedo y Miguel Valdivieso Salomón, heridos también en calidad de detenidos. El gobernador civil informó que al día siguiente estaba previsto la inauguración de un local falangista en la localidad, cosa que había sido suspendida. Los obreros, por su parte, convocaron huelga general en la construcción. 
Ataques anarquistas
En diciembre de 1933 se produjo el asalto a la Casa Cuartel de la Guardia Civil de Oleiros, perpetrado por anarquistas, en el que resultó muerto uno de los asaltantes, Francisco Llerena Quesada. 
El domingo 27 de mayo de 1934, al comenzar el mitin en la plaza de toros de La Coruña de Izquierda Republicana, con la asistencia de más de ocho mil personas y en el que intervinieron Azaña, Domingo y Casares, murió de varios disparos Francisco Insua Suárez, sindicalista, y hubo 10 heridos, en su mayoría por arma blanca. Fueron detenidas 14 personas, entre ellas Enrique Blanco Fontenla, guardia municipal de paisano que actuaba en el servicio de seguridad del acto, que empuñó su arma para acallar la protesta de los anarcosindicalistas. También resultó herido con cinco puñaladas en distintas partes del cuerpo. 
Villarrubia de los Ojos
El 14 de mayo de 1934, en la localidad de Villarrubia de los Ojos, provincia de Ciudad Real, una manifestación de obreros que llevaba en la cabeza a mujeres y niños marchó hasta el Ayuntamiento, con protestas airadas contra el alcalde radical Pedro Cid. Los tres guardias municipales dispararon primero al aire, pero viéndose en peligro, dispararon a la multitud. Murieron dos manifestantes -Juan Buitrago y Antonio Redondo- y hubo ocho heridos, alguno de gravedad. El gobernador ordenó el cierre de la Casa del Pueblo de la localidad y fueron detenidos el teniente de alcalde socialista, un concejal del mismo partido y otros diez afiliados. 
Huelga general de campesinos
El 5 y 6 de junio de 1934 el sindicato UGT convocó al campesinado español a una huelga general revolucionaria contra los patronos y el gobierno de la Segunda República. En la provincia de Jaén se vivieron momentos de gran violencia, como los llamados sucesos de Torreperogil y Sabiote. Además, en Vilches, un grupo de huelguistas, para vengarse de la muerte de un compañero, matan al dueño de un cortijo y a un hijo suyo. 
Proclamación del Estat Català
En la rebelión catalana de octubre de 1934 murieron 46 personas: treinta y ocho civiles y ocho militares.  Más de tres mil personas fueron encarceladas, la mayoría de ellas en el vapor "Uruguay". También fue detenido Azaña, que se encontraba casualmente en Barcelona por los funerales del ministro Jaume Carner. Los militares Enrique Pérez Farrás y los capitanes Escofet y Ricart, fueron condenados a muerte, siendo su pena conmutada por la de prisión perpetua, a pesar de las protestas de la CEDA como de Melquíades Álvarez, que pedían mano dura.  El presidente y el gobierno de la Generalidad fueron juzgados por el Tribunal de Garantías Constitucionales y fueron condenados en junio de 1935 por rebelión militar a 30 años de prisión. 
Revolución de Asturias
Los acontecimientos de Asturias fueron posiblemente los de mayor violencia en este período. La cuestión sobre las víctimas sigue siendo controvertida. El historiador Julián Casanova cree que murieron 1100 personas entre las que apoyaron la insurrección y hubo unos 300 muertos entre las fuerzas de seguridad y el ejército, más 34 sacerdotes y religiosos asesinados. Por su parte, Hugh Thomas ajustó las víctimas mortales en 2000 personas: 230-260 miembros de las fuerzas armadas (incluyendo Guardias civiles y Guardias de Asalto), 33 sacerdotes, 1500 mineros en los combates y otros 200 durante la represión.

## 1935
Mártires y caídos

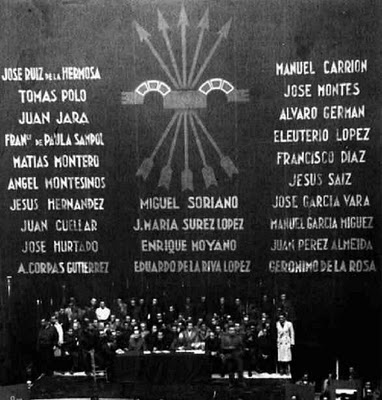
Telón de los caídos de F.E., noviembre de 1935.

En sus actos y en sus publicaciones, las Juventudes de Acción Popular recuerdan el nombre de sus mártires con el grito de ¡Presente y adelante! La primera víctima mortal de Acción Popular fue Salvador Morales, de El Real de San Vicente, provincia de Toledo, fallecido el 8 de agosto de 1932. Le siguió Domingo Izquierdo, militante de Derecha Regional Valenciana, fallecido en Masamagrell el 30 de marzo de 1933. Después vino José Ruiz de la Hermosa, de la JAP, fallecido en Daimiel, provincia de Ciudad Real, el 3 de noviembre de 1933. Con la muerte del estudiante Rafael Roca Ortega la JAP habla de 13 mártires. En efecto, el mes de noviembre de 1933 fue sangriento. Murieron al menos 9 miembros de sus filas. Entre ellos podemos citar a Juan Alonso Ferrera, asesinado en Sevilla el 19 de noviembre de 1933 o José Escribá Gregori, fallecido en Fuente Encarroz el 16 de noviembre de 1933. 

## 1936
Jiménez de Asúa
El diputado y candidato socialista a vicepresidente de las Cortes Luis Jiménez de Asúa sufrió el 12 de marzo de 1936 un atentado terrorista reivindicado por Falange Española de las JONS. Era el primer atentado de la Falange contra un diputado de la nueva mayoría de gobierno. Salvó la vida, no así su escolta, Jesús Gisbert, que murió en el acto. El 13 de abril de 1936 Falange perpetró el asesinato del magistrado instructor de la causa, Manuel Pedregal Luege.

## Lista de conflictos
Esta es una lista cronológica con todos los conflictos de causas políticas durante la Segunda República, desde 1931 a 1936, en los que hubo víctimas mortales.
- Sucesos de Montemolín, junio, 1931
- Disturbios en Sevilla, julio, 1931
- Sucesos de Gilena, octubre, 1931
- Sucesos de Castilblanco, diciembre, 1931
- Sucesos de Arnedo, enero, 1932
- Insurrección anarquista del Alto Llobregat, enero, 1932
- Sucesos de La Villa de Don Fadrique, julio, 1932
- La Sanjurjada, agosto, 1932
- Insurrección anarquista de enero de 1933
- Sucesos de Casas Viejas, enero, 1933
- Insurrección anarquista de diciembre de 1933
- Sucesos de Bujalance, diciembre, 1933
- Sucesos de Arroyo de San Serván, mayo, 1934
- Sucesos de Villalpando, junio, 1934
- Huelga de campesinos de 1934, junio, 1934
- Revolución de Asturias, octubre, 1934
- Proclamación del Estado Catalán, octubre, 1934
- Sucesos de Aznalcóllar, abril, 1935
- Atentado contra Jiménez de Asúa, marzo, 1936
- Entierro de Anastasio de los Reyes, abril, 1936

## Víctimas mortales
Lista de las personas fallecidas víctimas de la violencia política durante la Segunda República española:
| Fecha                   | Nombre                            | Localidad                | Provincia   | Filiación                    |
| ----------------------- | --------------------------------- | ------------------------ | ----------- | ---------------------------- |
| 23 de julio de 1931     | Federico Añino Iturbe             | Sevilla                  | Sevilla     | Capitán Guardia Civil        |
| 9 de octubre de 1931    | José Regidor Sanguino             | Gilena                   | Sevilla     | Guardia Civil                |
| 8 de julio de 1932      | José Cabello García               | La Villa de Don Fadrique | Toledo      | Guardia Civil                |
| 8 de agosto de 1932     | Salvador Morales                  | El Real de San Vicente   | Toledo      | Acción Popular               |
| 11 de agosto de 1932    | Eugenio Sánchez Ponce             | Sevilla                  | Sevilla     | Guardia Civil                |
| 30 de marzo de 1933     | Domingo Izquierdo                 | Masamagrell              | Valencia    | Derecha Regional Valenciana  |
| 3 de noviembre de 1933  | José Ruiz de la Hermosa           | Daimiel                  | Ciudad Real | Juventud de Acción Popular   |
| 16 de noviembre de 1933 | José Escribá Gregori              | Fuente Encarroz          | Valencia    | Derecha Regional Valenciana  |
| 16 de noviembre de 1933 | Reyes Redondo Pavón               | Los Navalmorales         | Toledo      | Acción Popular               |
| 17 de noviembre de 1933 | Enrique Rodríguez Estellés        | Valencia                 | Valencia    | Derecha Regional Valenciana  |
| 18 de noviembre de 1933 | Veremondo Bodelón                 | Ponferrada               | León        | Acción Popular               |
| 19 de noviembre de 1933 | Juan Alonso Ferrera               | Sevilla                  | Sevilla     | Acción Popular               |
| 19 de noviembre de 1933 | Francisco Puchales Chulia         | Torrente                 | Valencia    | Derecha Regional Valenciana  |
| 29 de noviembre de 1933 | Domingo Huete                     | Cuenca                   | Cuenca      | Juventud de Acción Popular   |
| 29 de noviembre de 1933 | Carlos Mañas                      | Cuenca                   | Cuenca      | Juventud de Acción Popular   |
| 9 de diciembre de 1933  | Josefa Martín                     | Parla                    | Madrid      | Acción Popular               |
| 10 de diciembre de 1933 | Francisco Llerena Quesada         | Oleiros                  | La Coruña   | CNT                          |
| 11 de enero de 1934     | Francisco de Paula Sampol         | Madrid                   | Madrid      | Falange Española de las JONS |
| 25 de enero de 1934     | Antonio Larraga                   | Madrid                   | Madrid      | FUE                          |
| 12 de febrero de 1934   | Juan Junquera Melgar              | Valverde                 | Zamora      | Acción Popular               |
| 20 de abril de 1934     | Rafael Roca Ortega                | Madrid                   | Madrid      | Juventud de Acción Popular   |
| 22 de abril de 1934     | Plácido Fernández Pita            | Madrid                   | Madrid      | --                           |
| 10 de mayo de 1934      | Luis Arroyo Rodríguez             | Madrid                   | Madrid      | FUE                          |
| 13 de mayo de 1934      | Ildefonso Canales Nieto           | Madrid                   | Madrid      | UGT                          |
| 28 de mayo de 1934      | Francisco Insua Suárez            | La Coruña                | La Coruña   | Sindicalista (IR)            |
| 1 de junio de 1934      | Francisco Gallego                 | Villalpando              | Zamora      | PCE                          |
| 5 de junio de 1934      | Antonio Antón Martín              | Sanlúcar de Barrameda    | Cádiz       | Carabinero                   |
| 10 de junio de 1934     | Juan Cuéllar                      | Madrid                   | Madrid      | Falange Española de las JONS |
| 21 de junio de 1934     | Juanita Rico                      | Madrid                   | Madrid      | JSE                          |
| 11 de julio de 1934     | Francisco Gutiérrez Navarro       | Alozaina                 | Málaga      | Acción Popular               |
| 29 de agosto de 1934    | Joaquín de Grado                  | Madrid                   | Madrid      | UJCE                         |
| 8 de agosto de 1935     | Antonio Corpas Gutiérrez          | Sevilla                  | Sevilla     | Falange Española de las JONS |
| 9 de agosto de 1935     | Antonio Rubio Aguilar             | Málaga                   | Málaga      | Confidente policial          |
| 14 de agosto de 1935    | Juan Litrán Rodríguez             | Sevilla                  | Sevilla     | PCE                          |
| 14 de agosto de 1935    | Juan Rasero                       | Sevilla                  | Sevilla     | Conserje PCE                 |
| 12 de julio de 1936     | José del Castillo Sáenz de Tejada | Madrid                   | Madrid      | Guardia de Asalto            |
| 13 de julio de 1936     | José Calvo Sotelo                 | Madrid                   | Madrid      | Renovación Española          |